# Roby (Wielka Brytania)
Roby – wieś w Anglii, w hrabstwie ceremonialnym Merseyside, w dystrykcie metropolitalnym Knowsley. Leży 9 km na wschód od centrum Liverpool i 281 km na północny zachód od Londynu. W 2011 miejscowość liczyła 7254 mieszkańców.